# Carabodes depilatus
Carabodes depilatus är en kvalsterart som beskrevs av Balogh och Sandór Mahunka 1969. Carabodes depilatus ingår i släktet Carabodes och familjen Carabodidae. Inga underarter finns listade.